# Taylor-Schechter 12.182

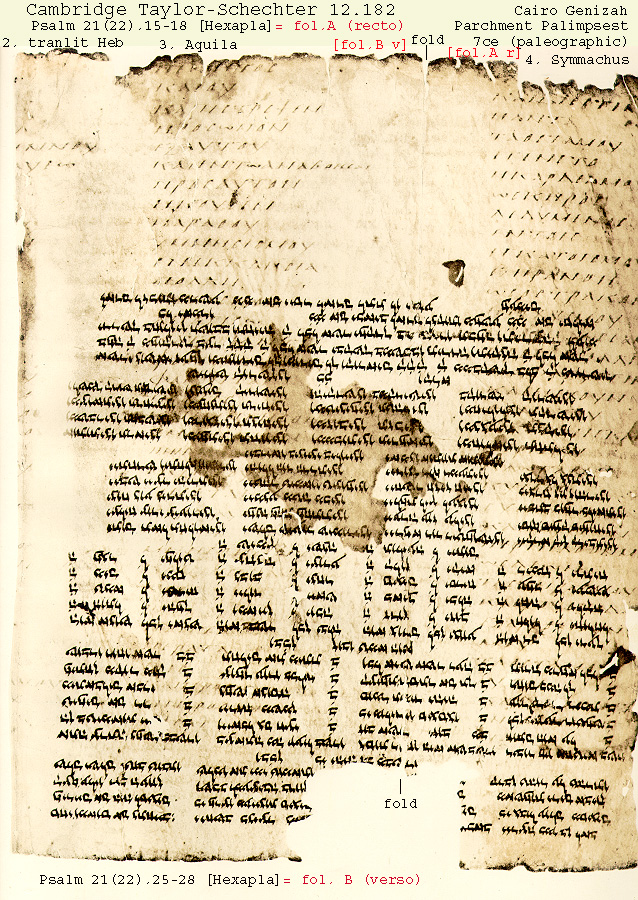
Лист Гексаплы из находок в Каирской генизе. Лицевая сторона

Taylor-Schechter 12.182 (T-S 12.182; TM nr. 62326; LDAB id: 3490; Rahlfs 2005) это рукопись, написанная на пергаменте в виде кодекса. Это палимпсест копии работы Оригена под названием «Гексапла». Это рукопись, датированная VII веком до н. э. Гексапла была закончена до 240 года до н. э.
В 1900 году Чарльз Тейлор опубликовал сильно повреждённый фрагмент палимпсеста, происходящего из Каирской генизы. Текст имел, как минимум, три слоя: под раннесредневековыми записями на иврите просматривалась позднеантичная литургическая поэма и унциальный текст Гексаплы примерно VIII века: огласовка Псалма 22 греческими буквами и фрагменты его перевода — Акилы, Симмаха, Семидесяти и Феодотиона — именно в таком порядке. Тейлор предположил, что изначально текст на листе был переписан в 40 строк (сохранилось 33), причём на каждой из них точно помещались греческие эквиваленты соответствующих еврейских слов. В 1994 году Р. Дженкинс заново исследовал фрагмент листа Гексаплы и подтвердил, что изначально текст был переписан в 40 строк, предположив, что еврейский текст квадратным письмом не был скопирован в этой рукописи.

## Тетраграмматон ΠΙΠΙ
Рукопись написана на греческом языке коин, примечательно божественное имя, в ней содержится тетраграмматон с греческими иероглифами «Pipi» (ΠΙΠΙ).